# Noord Nederlandse Aeroclub - Eelde
De Noord Nederlandse Aero Club - Eelde (NNAC) is opgericht in 1932 en is daarmee een van de oudste vliegclubs in Nederland. De NNAC was toen nog een gecombineerde vereniging voor motorvliegers, zweefvliegers en modelbouwers. Op 1 januari 1969 werden die afdelingen gesplitst onder andere omdat op Eelde het zweefvliegen werd verboden. De zweefvliegers gingen als Noord Nederlandse Zweefvlieg Club (NNZC) elders verder, jarenlang in Witten bij Assen en thans op hun eigen veld bij Veendam. De modelbouwers starten door als Avio Eelde.
Beroemd waren voor en net na de oorlog de door de NNAC georganiseerde Pinkstervliegfeesten (de laatste werd nog gehouden in 1992), deze traditie wordt tegenwoordig elke twee jaar op Oostwold Airport voortgezet, zij het niet meer onder regie van de NNAC.
De NNAC heeft ongeveer 160 leden, die voornamelijk afkomstig zijn uit Groningen, Friesland en Drenthe. Ongeveer 130 leden hebben zelf een vliegbrevet en vliegen daadwerkelijk bij de club.
Aan de NNAC is in een aparte stichting een ATO (Approved Training Organisation) verbonden, die opleidingen tot private pilot licence (PPL) en Light aircraft pilot licence (LAPL) verzorgt.

## Clubgebouw
Reeds in 1935 werd op de plaats van de huidige vertrekhal een clubhuis gebouwd. Door teruglopende belangstelling en daarmee gepaard gaande financiële problemen moest de NNAC dit clubhuis verkopen. De luchthaven heeft het gekocht en jarenlang gebruikt als dienstwoning voor de toenmalige havenmeester Piet Vogelzang. Het gebouw moest uiteindelijk wijken voor de bouw van de nieuwe vertrekhal aan de westkant van het havendienstgebouw.
In de jaren tachtig kreeg de NNAC weer vleugels en werd er weer een clubhuis met stalling/onderhoudsruimte gebouwd tegenover de brandweergarage. De opening was in 1986. Later werd het nog eens uitgebreid met een kantoor en leslokaal. Door expansiedrift van de luchthaven moest er echter worden omgezien naar een andere locatie op het vliegveld.
Sinds 2003 beschikt de vereniging op Groningen Airport Eelde over een eigen groot complex direct bij de hoofdstartbaan waarin een clubhuis met bar en keuken, een riant dakterras, een kantoor voor de administratie en een kantoor/magazijnruimte voor de technische dienst, een leslokaal en een briefingruimte zijn gevestigd. Het grootste gedeelte van het gebouw is de stallingsruimte voor de vliegtuigen van de NNAC en derden.

## Huidige vloot
De NNAC beschikt over 3 vliegtuigen:
| Registratie | Type              | Opmerkingen                  |
| ----------- | ----------------- | ---------------------------- |
| PH-TGL      | Piper PA28 Archer | 4 zitplaatsen, IFR uitgerust |
| PH-KDN      | Cessna 172N       | 4 zitplaatsen, VFR uitgerust |
| PH-VGC      | Cessna 172N       | 4 zitplaatsen, VFR uitgerust |

## Vloothistorie
Hieronder een opsomming van vliegtuigen die door de NNAC in de loop der jaren zijn gebruikt. Veel vliegtuigen van de NNAC hebben een vliegtuigregistratie beginnende met PH-TGx, de TGx serie staat voor Touch and Go, ofwel doorstart, de oefening die zowel veel van het vliegtuig als van de leerling-vlieger vergt.
| Registratie | Type                                | Periode bij de NNAC       | Opmerkingen |
| ----------- | ----------------------------------- | ------------------------- | --- |
| PH-7        | Zögling AZ.1                        | mei 1933 - mei 1940       | In mei 1940 vernield |
| PH-42       | Zögling 12m                         | 1935 - 1942               | Afgeschreven na 25 april 1942 |
| PH-56       | Schneider ESG 2-1                   | ?                         | Geen data, tijdens de oorlog afgeschreven |
| PH-96       | Schneider Grunau Baby IIa           | 1939 - jun 1954           | 21 juni 1954 naar de Stichting Zweefvliegen Deelen. Grunau Baby IIa Sn (6/III). Op 29 december 1938 waren de vleugels goedgekeurd maar nog niet bekleed. Ook het stabilo-hoogteroer was goedgekeurd en met de romp was men net begonnen. Begin 1939 kwam het toestel gereed en leverde de NV Vliegtuigbouw Deventer dit vliegtuig af aan de Noord Nederlandsche Aëro Club te Groningen. BvL nr. 49. In gebruik genomen op 9 juli 1939 en door Legro ingevlogen. In dat jaar maakte het 36 starts en vloog 3 uur en 10 minuten en 50 seconden. De vliegers die deze starts maakten, waren: Legro, Robaard, Hoogland, Kuipers, Wigboldus, Hart Nibbrig, Lotgenius en Hilarides. Het kwam goed de oorlog door en vloog op het instructiekamp op Leende. Het maakte daar 40 starts. Trots staat dan bij “bijzonderheden“ in het dagboek van het vliegtuig: geen reparaties. Dit kamp werd nl gebruikt om instructeurs en vliegtuigen te controleren op hun luchtwaardigheid. Dat ze luchtwaardig waren bewees J. K. Hoekstra door stuntvluchten te maken na vliegtuigsleepstarts. Dit gebeurde op het Pinkstervliegfeest van 9 en 10 juni 1946 te Eelde. Helaas werd het toestel getroffen door een vallende kabel. Er was 1 rib gebroken in de linkervleugel. Hoekstra en Dijkman voerden de reparatie uit. Het vliegtuig mocht toen nog niet vliegen want op aanwijzing van de heer Vaassen moesten de boutgaten van de vleugelstijlen en de stijlbeslagen beter passend gemaakt worden. Nieuwe vleugelstijl cardans en beslagen werden door Fokker aangebracht. Op 18 augustus 1946 vloog het toestel weer. Op 14 september 1947 moest Legro kennelijk overvliegen. Dit ging echter mis want hij vloog met de rechtervleugel tegen een lantaarnpaal bij een landing op de betonweg. Veldman repareerde de vleugel waardoor het vliegtuig op 13 oktober weer kon vliegen. Eind 1947 werd het toestel afgekeurd door ir. Zweypfenning van de RLD. Oude reparaties moesten vervangen worden. Een complete overhaul inclusief bekleden en spuiten. Op 9 juli 1948 werd het geheel in orde bevonden. Op 4 juni 1949 vloog G. Herwig met het toestel tegen een aantal boompjes aan de rand van het veld en schoot daarna door de sloot in. De linkervleugel was gebroken, de neus ingedrukt en de romphals ontzet. In 1950? kocht de Stichting Zweefvliegen “Deelen” het wrak van de NNAC. Het had toen 767 starts gemaakt en 64 uur gevlogen. Het werd gerepareerd te Deelen onder toezicht van M. Vaassen. |
| PH-114      | Schneider ESG                       | mei 1946 - jun 1946       | 4 juni 1946 ongeval te Eelde |
| PH-115      | Schneider ESG                       | mei 1946 - ?              | Vóór 1953 naar de Eindhovense Aeroclub |
| PH-116      | Schneider ESG                       | mei 1946 - mei 1946       | 31 mei 1946 ongeval te Beek |
| PH-131      | Schneider ESG                       | mei 1946 - ?              | Vóór maart 1951 naar de Gooise Zweefvliegclub |
| PH-139      | Schneider ESG                       | mei 1946 - ?              | Vóór maart 1951 naar de Vliegclub Teuge |
| PH-140      | Schneider ESG                       | mei 1946 - ?              | Vóór maart 1951 naar de Eerste Limburgse Zweefvliegclub |
| PH-165      | Schneider Grunau Baby IIb           | 1955 - okt 1961           | 21 september 1958 ongeval te Eelde |
| PH-313      | Schleicher K.8B                     | feb 1965 - nov 1966       | 17 augustus 1965 ongeval Terlet |
| PH-344      | Schleicher Ka.6CR Rhönsegler        | mrt 1966 - mei 1971       | Per 10 mei 1971 naar de NNZC Witten, daarna per 20 maart 1978 naar Beek |
| PH-373      | Schleicher K.8B                     | apr 1967 - mei 1971       | Per 10 mei 1971 naar de NNZC Witten, uitgeschreven 14 juni 1996 |
| PH-389      | Scheicher K.8B                      | feb 1969 - mei 1971       | Per 10 mei 1971 naar de NNZC Witten |
| PH-AAE      | Morane Saulnier MS.880B Rallye Club | jun 1962 - mei 1964       | Per 25 mei 1964 naar de NLS |
| PH-AIB      | Pander EF84                         | ?                         | ? |
| PH-AVA      | Cessna F172P                        | 2 jun 1987 - 3 dec 2004   | Op 8 november 2004 tijdens een doorstart van de baan geraakt en zwaar beschadigd. Vliegtuig verkocht naar Duitsland, vliegt nu als D-EAJT. |
| PH-NAC      | Cessna 150C                         | 28 okt 1964 - 21 nov 1969 | Per 21 november 1969 naar de luchtvaartmaatschappij General Aviation, Rotterdam. In 1991 werd het toestel nog waargenomen bij sloperij Van Groningen te Nieuw-Vennep. |
| PH-KDN      | Cessna F172N                        | 2007 - heden              | - |
| PH-NCP      | DeHavilland DH.85 Leopard Moth      | 1 sep 1949 - 1948         | 08 september 1948 - 21 augustus 1948 (ongeval Lasschendorf, DDR) Met deze Leopard Moth, op 21 augustus 1948 overgegaan op naam van de heer Noordenbos te Enschede, die hem kort daarvoor weer verkocht aan de NNAC, is het wel heel tragisch gegaan. Want op 25 september koerste hij met W. Molema als vlieger en J. Ubink, wnd. hoofdredacteur van het Nieuwsblad van het Noorden en O. Wedema, verfhandelaar te Groningen als passagiers aan boord, in de richting Kopenhagen. De dag daarop kwam het bericht dat hij een noodlanding had moeten maken bij Schwerin in de Russische bezettingszone van Duitsland. De landing was goed verlopen, niemand had letsel, maar de kist was er erger aan toe. De drie inzittenden mochten na bemiddeling van de Nederlandse vertegenwoordigers in Duitsland naar de Lage Landen terugkeren, doch de PH-NCP moest achter het gordijn blijven. Met andere woorden moest worden uitgeschreven uit het luchtvaartuigenregister. Het vliegtuig is teruggebracht naar Nederland, maar heeft niet meer gevlogen. Begin jaren vijftig in Glimmen gestaan zonder motor en daar gesloopt. Uitgeschreven 7 april 1952. |
| PH-NGK      | Auster III                          | 1948 - 1948               | Is verkocht aan de KNvVL. Heeft ooit 'geacteerd' in de film 'A bridge too far' en vliegt nog steeds vanaf Gilze Rijen. |
| PH-NGO      | DeHavilland DH.82A Tiger Moth       | apr 1956 - aug 1958       | 24 mei 1958 ongeval te Eelde. |
| PH-NIS      | DeHavilland DH.82A Tiger Moth       | aug 1958 - jan 1966       | Per 20 januari 1966 naar de Aeroclub Amsterdam/Hilversum. |
| PH-RDL      | Cessna 172                          | apr 1964 - nov 1969       | - |
| PH-TGA      | Cessna F150M                        | mei 1978 - jun 1980       | Per 30 juni 1980 naar ASH, Teuge. |
| PH-TGB      | Cessna F152-II                      | jul 1980 - mei 2015       | Per 30 juni 1980 naar ASH, Teuge. |
| PH-TGD      | Cessna 152-II                       | mrt 1990 - 1999           | Per 1999 naar Aero Noord, Hoogeveen. |
| PH-TGF      | Piper PA28-181                      | jun 1988 - sep 2011       | - 14-12-1990: Als eerste Nederlands vliegtuig op Berlijn Tempelhof geland, na de 'val van de Muur'. Een Duits regeringsvliegtuig met aan boord de toenmalige Bondspresident Von Weizsäcker heeft zelfs nog moeten 'holden' tot de TGF was geland, vóórdat het uiteindelijk mocht landen. De NNAC-vlieger werd door de bondspresident in Berlijn de hand geschud en daarmee verwelkomd. - 24-06-1995: Voorzorgslanding gemaakt ten gevolge van een vermeende motorstoring bij Tjuchem (Schildmeer). Het bleek achteraf ijsvorming in de carburateur te zijn, veroorzaakt doordat de verwarming niet was aangezet. Ondanks dit 'foutje' toch een modelvoorzorgslanding in een weiland gemaakt. Dezelfde middag is de TGF weer vanuit het weiland naar Eelde gevlogen. - 3-9-2011: Tijdens de startaanloop raakte het vliegtuig ongeveer halverwege de grasbaan uit koers en reed aan de rechterkant de baan af. Het kwam aan de andere kant van een sloot in een aanliggend weiland tot stilstand. De inzittenden bleven ongedeerd. Het vliegtuig raakte zwaar beschadigd en een afzetting van prikkeldraad werd vernield. Rapport Onderzoeksraad |
| PH-TGH      | Cessna 172P                         | feb 1989 - feb 2011       | Naar vliegschool Munster-Osnabrück |
| PH-TGI      | Cessna F150L                        | mei 1974 - feb 1976       | Per 26 februari 1976 naar ASH, Teuge |
| PH-TGL      | Piper PA28-181                      | mrt 2012 - heden          | Ex OY-LAI |
| PH-TGK      | Piper PA28-181                      | feb 1993 - mei 2006       | Op 8 mei 2006 ernstig beschadigd tijdens een ongeval bij Viborg(OY). |
| PH-TGM      | Cessna F172N                        | mrt 1980 - feb 1989       | - |
| PH-TGO      | Cessna F150M                        | dec 1968 - jan 1972       | - |
| PH-TGR      | Cessna F150M                        | dec 1975 - jun 1978       | Per 21 juni 1978 naar ASH, Teuge |
| PH-TGU      | Cessna F172H                        | okt 1969 - nov 1972       | - |
| PH-TGV      | Cessna F172N                        | dec 1977 - jun 1987       | 8 december 1977 - 29 juni 1987 (tussendoor op naam gestaan van J. Boers, Roden; J. Boers, Voerendaal; K.K. Baner, Deventer) |
| PH-TGW      | Cessna F172M                        | okt 1975 - mrt 1980       | Van 10 februari 1978 tot 7 maart 1980 op naam van J. Boers, Roden |
| PH-TGZ      | Cessna F172M                        | dec 1972 - nov 1975       | Per 6 november 1975 naar ASH, Teuge |
| PH-UAP      | DeHavilland DH.82A Tiger Moth       | okt 1960 - jun 1964       | Hiervoor RLS, daarna NLS |
| PH-UCU      | Piper L-4J Grasshopper              | nov 1947 - nov 1948       | - |
| PH-UDA      | DeHavilland DH.82A Tiger Moth       | okt 1960 - dec 1965       | 6 december 1965 ("Vliegtuig wordt niet meer in luchtwaardige toestand gebracht") |
| PH-VGC      | Cessna F172N                        | apr 2017 - heden          | - |